# Hülya Vurnal İkizgül

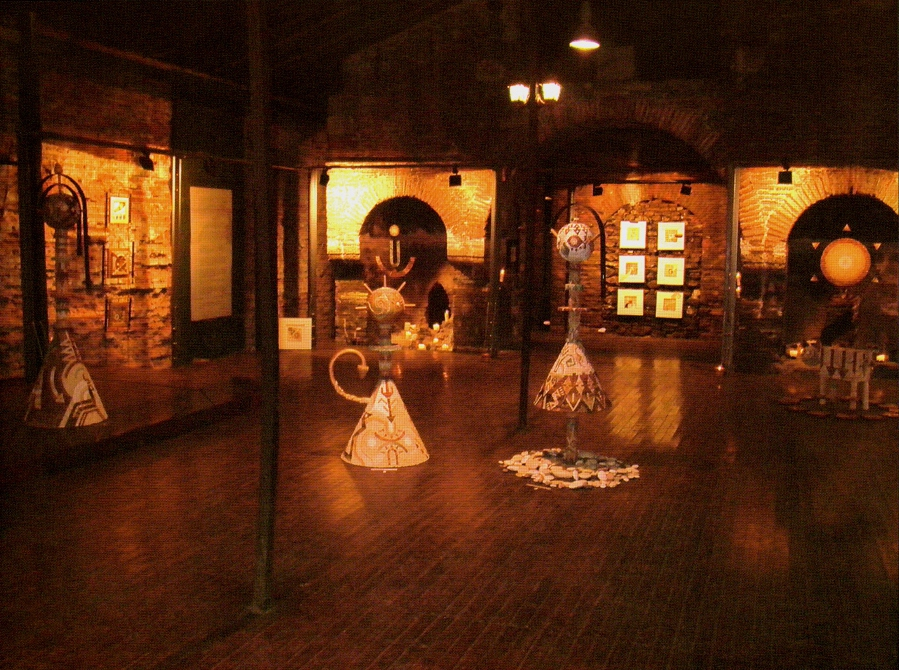
A Statut Mosaic kiállítás az isztambuli Darphane-i Amire-ban

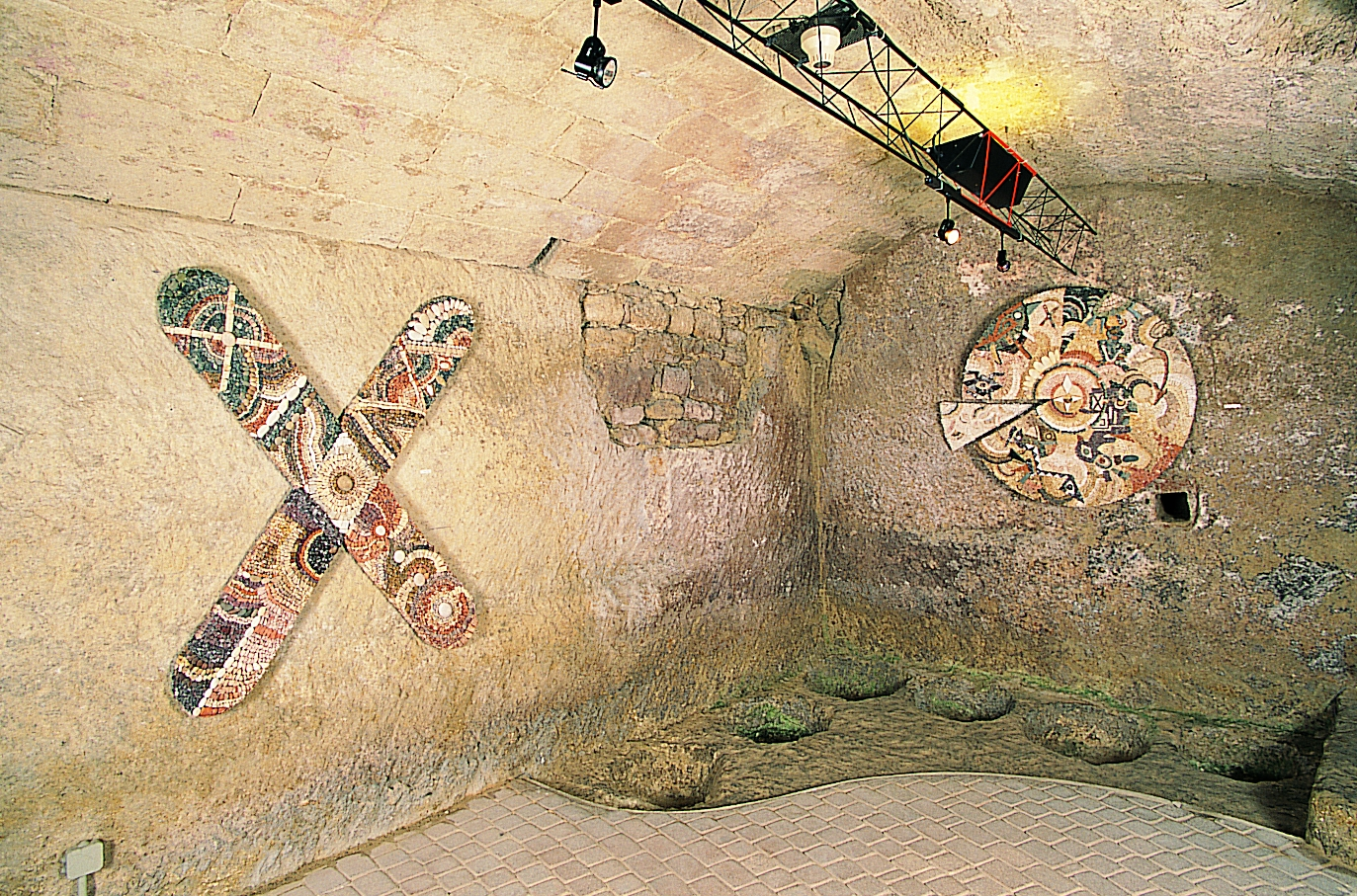
Hülya İkizgül művei az Istres-i Régészeti Múzeumban, Franciaországban

Hülya Vurnal İkizgül (Isztambul, 1967–) török mozaikművész, szobrász és keramikus.

## Pályafutása
A Marmara Egyetem szépművészeti szakán végzett 1990-ben, majd ugyanitt mesterszakon is. Ezután Mustafa Pilevneli híres festő irányítása alatt dolgozott. Disszertációját A mozaikok művészete és Bedri Rahmi - Eren Eyüboğlu mozaikjai címmel írta.
1992. október 13–29. között a Hagia Szophiában volt kiállítása, „Festmény- és szobormozaikok” címmel. 1994. október 1-jétől 31-éig meghívott művészként „Mozaikfestmények és szobrok” című műveivel képviselte a modern mozaikművészetet az Istres-i Régészeti Múzeumban, Marseille-ben, ahol jelenleg is található három műve. Egyik mozaikja 2002. október 16. és november 3. közt az isztambuli Darphane-i Amire (Birodalmi pénzverde) dísze volt.

## Fordítás
- Ez a szócikk részben vagy egészben  a   Hülya Vurnal İkizgül című angol Wikipédia-szócikk ezen változatának fordításán alapul.  Az eredeti cikk szerkesztőit annak laptörténete sorolja fel. Ez a jelzés csupán a megfogalmazás eredetét és a szerzői jogokat jelzi, nem szolgál a cikkben szereplő információk forrásmegjelöléseként.

## Külső hivatkozások
- Hülya Vurnal İkizgül weboldala